# پل ابریشم
پل ابریشم مربوط به دوره معاصر است و در شهرستان جاجرم، بخش مرکزی، دهستان میاندشت، غرب روستای چاه فرش واقع شده و این اثر در تاریخ ۲۸ اسفند ۱۳۸۵ با شمارهٔ ثبت ۱۸۷۳۸ به‌عنوان یکی از آثار ملی ایران به ثبت رسیده است.